# Campeonato Roraimense de Futebol de 2004
O Campeonato Roraimense de 2004 foi a 49.ª edição deste torneio futebolístico organizado anualmente pela Federação Roraimense de Futebol (FRF). Teve como campeão o São Raimundo, garantindo o seu terceiro título da história e o primeiro da era profissional do futebol roraimense.

## Participantes
- Atlético Roraima Clube (Boa Vista)
- Baré Esporte Clube (Boa Vista)
- Grêmio Atlético Sampaio 'GAS' (Boa Vista)
- Náutico Futebol Clube (Boa Vista)
- Atlético Progresso Clube (Mucajaí)
- Atlético Rio Negro Clube (Boa Vista)
- River Esporte Clube (Boa Vista)
- São Raimundo Esporte Clube (Boa Vista)

## Resultados

### Fases finais
|  | Quartas-de-finais                | Quartas-de-finais                |                                   |   | Semifinais | Semifinais |  |  | Final | Final |
|  |                                  |                                  |                                   |   |            |            |  |  |       |       |
|  | 22 de maio, Canarinho, Boa Vista |                                  |                                   |   |            |            |  |  |       |       |
|  |                                  |                                  |                                   |   |            |            |  |  |       |       |
|  | São Raimundo                     | 3                                |                                   |   |            |            |  |  |       |       |
|  | São Raimundo                     | 3                                | 5 de junho, Canarinho, Boa Vista  |   |            |            |  |  |       |       |
|  | Rio Negro                        | 1                                |                                   |   |            |            |  |  |       |       |
|  | Rio Negro                        | 1                                | São Raimundo                      | 3 |            |            |  |  |       |       |
|  | 22 de maio, Canarinho, Boa Vista |                                  | São Raimundo                      | 3 |            |            |  |  |       |       |
|  |                                  | River                            | 1                                 |   |            |            |  |  |       |       |
|  | River                            | River                            | 1                                 | 3 |            |            |  |  |       |       |
|  | River                            |                                  | 12 de junho, Canarinho, Boa Vista | 3 |            |            |  |  |       |       |
|  | Progresso                        | 1                                |                                   |   |            |            |  |  |       |       |
|  | Progresso                        | 1                                | São Raimundo                      | 2 |            |            |  |  |       |       |
|  | 29 de maio, Canarinho, Boa Vista |                                  | São Raimundo                      | 2 |            |            |  |  |       |       |
|  |                                  | Roraima                          | 1                                 |   |            |            |  |  |       |       |
|  | Baré                             | Roraima                          | 1                                 | 1 |            |            |  |  |       |       |
|  | Baré                             | 5 de junho, Canarinho, Boa Vista |                                   | 1 |            |            |  |  |       |       |
|  | Náutico                          | 0                                |                                   |   |            |            |  |  |       |       |
|  | Náutico                          | 0                                | Baré                              | 0 |            |            |  |  |       |       |
|  | 29 de maio, Canarinho, Boa Vista |                                  | Baré                              | 0 |            |            |  |  |       |       |
|  |                                  | Roraima                          | 1                                 |   |            |            |  |  |       |       |
|  | Roraima                          | Roraima                          | 1                                 | 2 |            |            |  |  |       |       |
|  | Roraima                          |                                  |                                   | 2 |            |            |  |  |       |       |
|  | GAS                              | 0                                |                                   |   |            |            |  |  |       |       |
|  | GAS                              | 0                                |                                   |   |            |            |  |  |       |       |